# Bernward Hoffmann (Bibliothekar)
Bernward Hoffmann (* 14. Oktober 1945 in Norden; † 18. Oktober 2015 in Stuttgart) war ein deutscher Professor für Informationsvermittlung, Fachinformation und Spezialbibliotheken.

## Leben
Hoffmann absolvierte sein Abitur in Berlin und studierte dann Germanistik und Geschichte in Aachen und Heidelberg. Von 1971 bis 1979 war er an der Württembergischen Landesbibliothek in Stuttgart tätig. Zuvor legte er die Prüfung zum Diplom-Bibliothekar im gehobenen Dienst ab.
1972 wurde er Lehrkraft für besondere Aufgaben (LfbA) an der Bibliotheksschule Baden-Württemberg. 1976 folgte ein Lehrauftrag an der Fachhochschule für Bibliothekswesen in Stuttgart. Hoffmann arbeitete noch als LfbA an der Hochschule für Bibliotheks- und Informationswesen (seit 2001: Hochschule der Medien), bevor er dort 1995 zum Professor ernannt wurde. Er übte diese Tätigkeit bis zu seinem Ruhestand im Februar 2011 aus. Seine Nachfolge trat Magnus Pfeffer an.

## Werke (Auswahl)
- Bernward Hoffmann: Die Verteilung und Aufbereitung der Veröffentlichungen der Europäischen Gemeinschaften : Bericht über ein Informationsgespräch. In: Zeitschrift für Bibliothekswesen und Bibliographie : vereinigt mit Zentralblatt für Bibliothekswesen ; ZfBB ; Organ des wissenschaftlichen Bibliothekswesens. Band 25, Nr. 6, 1978, S. 535–538.
- Bernward Hoffmann: Die Stellungnahme der Ausbildungskommissionen von VDB und VdDB zur gemeinsamen Ausbildung von Bibliothekaren und Dokumentaren. In: Paul Kaegbein, Hans Joachim Kuhlmann, Helmut Sontag (Hrsg.): Bibliotheken als Informationsvermittler: Probleme und Modelle; Vorträge, gehalten auf dem Bibliothekskongreß 1978 vom 16. bis 20. Mai in Stuttgart (= Zeitschrift für Bibliothekswesen und Bibliographie Sonderheft). Klostermann, Frankfurt am Main 1979, ISBN 3-465-01369-7, S. 175–179.
- Bernward Hoffmann: Berufsbild Bibliothekar: Stationen und Positionen; ausgewählte Texte und Bibliographie zum Berufsfeld in wissenschaftlichen Bibliotheken und Informationseinrichtungen. 2. unveränd. Auflage. VdDB, Regensburg 1993, ISBN 3-924659-18-4, S. 248.